# NGC 5399
NGC 5399 est une galaxie spirale située dans la constellation des Chiens de chasse. Sa vitesse par rapport au fond diffus cosmologique est de 3 858 ± 14 km/s, ce qui correspond à une distance de Hubble de 56,9 ± 4,0 Mpc (∼186 millions d'al). NGC 5399 a été découverte par l'astronome germano-britannique William Herschel en 1785.
NGC 5399 présente une large raie HI. Selon la base de données Simbad, NGC 5399 est une radiogalaxie.
À ce jour, sept mesures non basées sur le décalage vers le rouge (redshift) donnent une distance de 63,986 ± 9,418 Mpc (∼209 millions d'al), ce qui est à l'intérieur des valeurs de la distance de Hubble. Notons cependant que c'est avec la valeur moyenne des mesures indépendantes, lorsqu'elles existent, que la base de données NASA/IPAC calcule le diamètre d'une galaxie et qu'en conséquence le diamètre de NGC 5399 pourrait être d'environ 21,5 kpc (∼70 100 al) si on utilisait la distance de Hubble pour le calculer.

## Groupe de NGC 5440
Selon A.M. Garcia, la galaxie NGC 5399 fait partie du groupe de NGC 5440, la plus grosse galaxie de ce groupe. Ce groupe de galaxies compte au 5 membres. Les autres galaxies du groupe sont NGC 5440, NGC 5444, NGC 5445 et UGC 8984.
D'autre part, Abraham Mahtessian mentionne aussi ce groupe, mais il ne contient que quatre galaxies. La galaxie NGC 5399 n'y figure pas. Quant à la galaxie UGC 8984, Mahtessian emploie 1401+3559 pour la désigner, une malheureuse abréviation pour CGCG 1401.6+3559 qui rend difficile, sinon impossible, l'identification de plusieurs galaxies de ses listes.